# Кара-Дмитриев, Дмитрий Лазаревич
Дмитрий Лазаревич Кара-Дмитриев (1888—1972) — русский советский актёр театра, кино и эстрады.

## Биография
Родился 8 (20) января 1888 года в станице Ессентукской Российской империи.
В 1904 году начал выступать на любительской сцене в Одессе. В 1910 году перешёл на профессиональную театральную сцену — работал в Одесском театре миниатюр и других театрах.
В 1914 году Кара-Дмитриев был мобилизован в армию. В 1917 году вернулся в Одессу и работал в труппах Б. С. Глаголина, Н. И. Соболыцикова-Самарина. Одновременно учился на юридическом факультет Новороссийского университета (Одесса).
В 1922 году был актёром Харьковского театра Н. Н. Синельникова.
На протяжении 1928—1932 годов преподавал мастерство актёра на отделении клоунады в Училище циркового искусства.
Участник Великой Отечественной войны.
С 1924 по 1959 - работал актёром театра Сатиры. Выступал на эстраде как рассказчик, куплетист, музыкальный эксцентрик. Играл на банджо, многих духовых инструментах, ксилофоне, барабане.
Умер в Москве 2 мая 1972 года. Похоронен на Введенском кладбище (22 уч.).

## Звание и награды
- Заслуженный артист РСФСР (1934).
- Награждён медалями «За оборону Москвы» и «За трудовую доблесть».

## Творчество

### Избранные театральные работы
- Джентльмен (А. И. Сумбатов-Южин) — Лебедынцев
- Измена (А. И. Сумбатов-Южин) — Дато
- Канцлер и слесарь (А. В. Луначарский) — Фриц
- Ревизор (Н. В. Гоголь) — Земляника
- Вредный элемент (В. В. Шкваркин) — актёр Надрыв Вечерний
- Квадратура круга (В. П. Катаев) — Емельян Чернозёмный

### Фильмография
- 1925 — Статья 123 (короткометражный) — бандит
- 1929 — Привидение, которое не возвращается — шеф агентов
- 1932 — Горизонт — часовщик
- 1934 — Четыре визита Самюэля Вульфа
- 1950 — Жёлтый аист (мультфильм) — хозяин чайной
- 1954 — Анна на шее — эпизод
- 1954 — Чемпион мира — официант-бывший боксёр
- 1955 — Княжна Мери — слуга
- 1959 — В нашем городе (фильм) (короткометражный) — Потехин